# Costanti di accoppiamento
In fisica, le costanti di accoppiamento sono grandezze adimensionali che descrivono l'intensità delle forze associate alle interazioni. In particolare, assumono grande importanza quelle associate alle quattro interazioni fondamentali della natura (interazione elettromagnetica, debole, forte e gravitazionale) che ne definiscono l'intensità relativa. 

Le costanti di accoppiamento in funzione della densità di energia

Ogni costante definisce l'intensità dell'interazione a un dato livello di energia, variando al variare di quest'ultimo. Ciò, a rigore, risulta contraddittorio in rapporto al significato letterale del termine "costante", che in questo caso si riferisce al fatto per cui, una volta calcolato il valore della costante di accoppiamento a una data energia, divengono note le intensità dell'interazione per qualsiasi livello di energia.
Recenti sperimentazioni hanno dimostrato che ad altissime energie i valori delle costanti di accoppiamento elettromagnetica, debole e forte  sono molto vicini tra loro, dando credito all'ipotesi dell'unificazione delle tre interazioni a livelli di energia non ancora raggiungibili sperimentalmente.
Nella tabella vengono riportati i simboli e valori. Come si può notare la forza di gravità è estremamente più debole delle altre. La costante di accoppiamento elettromagnetica è la costante di struttura fine.
| Interazione      | Simbolo | Valore   |
| ---------------- | ------- | -------- |
| Forte            | αs      | 1        |
| Elettromagnetica | αe      | 1/137,04 |
| Debole           | αw      | 10−6     |
| Gravità          | αg      | 10−39    |